# Eupithecia amarensis
Eupithecia amarensis är en fjärilsart som beskrevs av Franz Dannehl 1925. Eupithecia amarensis ingår i släktet Eupithecia och familjen mätare. Inga underarter finns listade i Catalogue of Life.